# Barcelona Sporting Club Femenino
El Barcelona Sporting Club femenino es la sección femenina de su entidad matriz, el Barcelona Sporting Club, y tiene su sede en Guayaquil, Ecuador. Fue declarada oficialmente registrada el enero de 2019 con el objeto de la práctica y desarrollo de este deporte, y su participación en el campeonato ecuatoriano femenino de fútbol.
Participa en la Primera División desde 2019 la Súperliga Femenina de Ecuador y disputa sus partidos como local en el Complejo de los Samanes o en el Estadio Monumental Isidro Romero Carbo.

## Historia
El 15 de agosto del 2018, el conjunto canario por medio de Carlos Alfaro Moreno, llegó a un acuerdo estratégico con el colegio Vicente Rocafuerte y con la Academia Joselyn Montaño, ambas entidades de Guayaquil. Así, el fútbol femenino de Barcelona va a estar liderado por dos grandes entrenadores. El profesor Orly Salas, que se encargaría de las categorías sub-12, sub-14 y sub-16; y la licenciada Joselyn Montaño a cargo de la sub-18 y mayores. El 13 de octubre de ese mismo año, en el Predio Deportivo de Parque Samanes del Barcelona, se convoca a 400 chicas para integrar el plantel amarillo de cara a la Súperliga. Para ello, se disputaron amistosos en lo restante del año y a inicios del 2019.
Barcelona Sporting Club Femenino se formó en 2019 en la presidencia de José Francisco Cevallos y ante la formación de la Súperliga Femenina de Ecuador, requisito impuesto por la Conmebol, su participación fue en primera categoría en la cual tuvo una destacada participación cayendo derrotado a manos del Deportivo Cuenca Femenino, quien terminaría siendo campeón en esa temporada.
Para la temporada 2020 el torneo se reformó debido a la pandemia del Covid-19, lo cual se armaron grupos regionales donde compartió grupo con Emelec y Guayaquil City del Guayas y Siete de Febrero de Los Ríos, Barcelona gana invicto el grupo con seis victorias en seis partidos, en los cuartos de final se cruzó de nuevo con el Emelec y lo derroto con un global de 2-1 clasificando a Semifinal el cual no pudo avanzar y fue derrotado por el equipo de Ñañas quien sería vicecampeón esa temporada.
En 2021 el sistema de campeonato volvió a reformarse ahora la primera fase estaba compuesta por 8 clubes de los cuales solo avanzaban cuatro equipos a los cuartos de final, tras una destacada participación donde terminó el grupo en segundo puesto detrás del Deportivo Cuenca (quien terminaría siendo campeón esta temporada), Barcelona enfrenta a Liga de Quito en los cuartos de final, las Guerreras Albas ganaron los dos partidos tanto en Quito como en Guayaquil, y Barcelona quedaría eliminado, siendo la primera vez en quedarse en cuartos de final.
En 2022 el sistema de campeonato se mantenía con el mismo formato del año anterior una fase de grupos compuesta de 8 equipos de los cuales 4 pasaban a los cuartos de final, tras una gran participación terminaría en primer lugar de su grupo, en cuartos de final derrotarían en los 2 juegos al conjunto de la Espuce por marcador global de 5-0(1-0 en la ida y 4-0 en la vuelta pero todo terminaría en semifinales ya que terminaría eliminado por el conjunto de Ñañas(quien terminaría siendo campeón esta temporada) de marcador global de 5-1(4-0 en Quito y 1-1 en Guayaquil), siendo la tercera vez que fueran eliminado en semifinales
En 2023 el sistema de campeonato se mantenía con el mismo formato inicial como los 2 últimos años con una fase de grupos compuesta de 8 equipos de los cuales 4 clasificarían a la siguiente ronda, así mismo como el año anterior lograría gana su grupo con solo una derrota, para la 2.ª fase se había decidido que ya no habría llaves de eliminación directa sino 2 grupos de 4 equipos de los cuales los ganadores de cada grupo pasarían a la final, al final de la misma lograría ganar el grupo con 15 puntos, 5 más que Liga de Quito, en la final se enfrentarían ante Indep.del Valle(quien terminaría siendo subcampeón la temporada anterior), en la ida celebrada en el estadio Monumental de Guayaquil terminarían empatados a cero goles mientras que en la vuelta en el estadio Banco Guayaquil lograrían ganar el título tras terminar con marcador de 3-0 dando así a su primer título nacional, además le daría la oportunidad de participar en su primera Copa Libertadores femenina de América celebrado en Colombia, compartiría el Grupo A con Palmeiras(campeón vigente), Atlético Nacional e Caracas Fútbol Club, tras perder sus 2 primeros juegos Palmeiras por 5-0 en el debut e 3-2 ante Atlético Nacional, ganaría su primer triunfo en el torneo en la última fecha por marcador de 3-2 ante Caracas F.C.

## Uniforme
- Uniforme titular: Camiseta amarilla, pantalón amarillo, medias amarillas.
- Uniforme alternativo: Camiseta blanca, pantalón blanca, medias blanca.

### Evolución
| (2019)          | (2019)      |
| --------------- | ----------- |
| Titular         | Alternativo |
|                 |             |
| Marathon Sports |             |

| (2020)          | (2020)      |
| --------------- | ----------- |
| Titular         | Alternativo |
|                 |             |
| Marathon Sports |             |

| (2021)          | (2021)      |
| --------------- | ----------- |
| Titular         | Alternativo |
|                 |             |
| Marathon Sports |             |

| (2022)          | (2022)      |
| --------------- | ----------- |
| Titular         | Alternativo |
|                 |             |
| Marathon Sports |             |

## Estadio
Al igual que la división masculina, el equipo femenino hace de local en el Estadio Monumental Isidro Romero Carbo, perteneciente al club. El Estadio Monumental es el más grande escenario deportivo de Ecuador con una capacidad de 57 267 personas reglamentariamente. Se encuentra ubicado en el sector de Bellavista de la ciudad de Guayaquil, en la Av. Barcelona Sporting Club, junto a otras instalaciones del club, como la cancha alterna de entrenamiento, la sede de la directiva, entre otras.

### Complejo de Formativas
El equipo femenino también hace de local en el Complejo de Formativas de Barcelona Sporting Club, ubicado en el Parque Samanes, al norte de Guayaquil. El Complejo de Formativas está compuesto por 2 canchas de fútbol reglamentarias (una de césped natural y la otra de césped sintético), 2 camerinos para jugadores, 1 camerino para árbitros y una enfermería.

## Afición
El equipo femenino ostenta actualmente el récord de asistencia a un partido de la Súperliga Femenina de Ecuador desde el 2 de septiembre de 2023, en la final de ida 2023 jugado en el Estadio Monumental de Barcelona con más de 20.000 espectadores, que también fue el récord de asistencia a un partido de clubes de fútbol femenino jugado en la ciudad de Guayaquil. También fue partícipe del tercer partido con más asistencia de clubes femeninos en este caso como visitante, logrado en junio de 2019 en la temporada regular de la Superliga Femenina en el Clásico del Astillero (Emelec siendo de local), con cerca de 6.500 espectadores de los cuales 4.000 hinchas eran de Barcelona en el Estadio Christian Benítez Betancourt. Como local ha superado los 5.000 espectadores en algunos juegos, y en ocasiones de visitante, también van aficionados a alentar a las "ídolas amarillas" convirtiendo a Barcelona Femenino en un club con una convocatoria nacional y lo que le resalta en el club más seguido del Ecuador en la liga femenina.

## Datos del club
- Temporadas en Súperliga Femenina de Ecuador: 7 (2019 - 2025).
- Mayor goleada conseguida: 
  - En campeonatos nacionales: 14-0 contra Técnico Universitario (6 de agosto de 2022).
  - En torneos internacionales: .
- Mayor goleada recibida: .
  - En campeonatos nacionales: 0-4 ante Club Ñañas (4 de septiembre de 2022).
  - En torneos internacionales: 0-5 ante Palmeiras (6 de octubre de 2023).
- Mejor puesto en la liga: Campeón en 2023.
- Peor puesto en la liga: Cuartos de final en 2021.
- Máximo goleador histórico: Madelin Riera (57 goles anotados en partidos oficiales).
- Máximo goleador en torneos nacionales: Madelin Riera (54 goles).
- Máximo goleador en torneos internacionales: Madelin Riera (3 goles).
- Portera menos goleada: Maleike Pacheco con 630 minutos (7 partidos desde el 2 de abril hasta el 4 de junio en 2022)
- Más partidos disputados: .
- Primer partido en torneos nacionales:
  - Carneras UPS 1 - 2 Barcelona (26 de abril de 2019 en el Estadio Valeriano Gavinelli).
- Primer partido en torneos internacionales:
  - Palmeiras 5 - 0 Barcelona (5 de octubre de 2023 en el Estadio Pascual Guerrero)(Copa Libertadores Femenina 2023).

### Resumen estadístico
- Última actualización: 10 de septiembre de 2023.

| Competición                    | Part | PJ  | PG | PE | PP | GF  | GC | DG   | PTS | Mejor resultado |
| ------------------------------ | ---- | --- | -- | -- | -- | --- | -- | ---- | --- | --------------- |
| Torneos nacionales             |      |     |    |    |    |     |    |      |     |                 |
| Súperliga Femenina de Ecuador  | 6    | 110 | 73 | 23 | 14 | 276 | 75 | +201 | 242 | Campeón         |
| Torneos internacionales        |      |     |    |    |    |     |    |      |     |                 |
| Conmebol Libertadores Femenina | 1    | 3   | 1  | 0  | 2  | 5   | 10 | -5   | 3   | Fase de grupos  |
| Total                          | 7    | 113 | 74 | 23 | 16 | 281 | 85 | +196 | 245 | Campeón         |

## Estadísticas

### Campeonato ecuatoriano
- Última actualización: 22 de septiembre de 2024.

| Torneo    | Posición | PJ | PG | PE | PP | GF | GC | DIF | PTS | Goleadora                                 |
| --------- | -------- | -- | -- | -- | -- | -- | -- | --- | --- | ----------------------------------------- |
| Liga 2019 | 4.°      | 24 | 15 | 7  | 2  | 61 | 19 | +42 | 52  | Thais Salazar y Alexyar Cañas (10 goles). |
| Liga 2020 | 3.°      | 10 | 8  | 1  | 1  | 26 | 8  | +18 | 25  | Jhojandry Monsalve (7 goles).             |
| Liga 2021 | 5.°      | 16 | 8  | 4  | 4  | 26 | 11 | +15 | 28  | Stefany Cedeño (6 goles).                 |
| Liga 2022 | 3.°      | 18 | 14 | 3  | 1  | 66 | 10 | +56 | 45  | Madelin Riera (27 goles).                 |
| Liga 2023 | 1.°      | 20 | 15 | 3  | 2  | 63 | 9  | +52 | 48  | Madelin Riera (27 goles).                 |
| Liga 2024 | 2.°      | 22 | 13 | 5  | 4  | 53 | 18 | +35 | 44  | Genyerlys Arias (6 goles).                |
| Liga 2025 |          |    |    |    |    |    |    |     |     | Bandera de Ecuador                        |

## Jugadoras

### Plantilla 2022
- Actualizado el día de mes de año.

### Máximas goleadoras
- Se hace referencia al número total de goles marcados con el club en todos los torneos oficiales en que este participe:
- Última actualización: 9 de septiembre de 2022.

| N.º | Nombre             | Goles | Partidos | Media | Periodo               |
| --- | ------------------ | ----- | -------- | ----- | --------------------- |
| 1.  | Jhojandry Monsalve | 28    | 52       | 0.54  | 2019 - Presente       |
| 2.  | Madelin Riera      | 27    | 18       | 1.50  | 2022 - Presente       |
| 3.  | Alexyar Cañas      | 10    | 19       | 0.53  | 2019                  |
| 4.  | Thais Salazar      | 10    | 20       | 0.50  | 2019                  |
| 5.  | Maylín Arreaga     | 9     | 18       | 0.50  | 2020, 2022 - Presente |
| 6.  | Siany Arroyo       | 8     | 12       | 0.66  | 2019                  |
| 7.  | Stefany Cedeño     | 8     | 31       | 0.26  | 2021 - Presente       |
| 8.  | Paulina Rosillo    | 7     | 23       | 0.30  | 2020 - 2021           |
| 9.  | Claribel Tenorio   | 6     | 23       | 0.26  | 2020 - 2021           |
| 10. | Daniela Ruiz       | 5     | 11       | 0.45  | 2019                  |
| 11. | Virginia Veliz     | 5     | 17       | 0.29  | 2019 - 2020           |
| 12. | Karla Muela        | 5     | 19       | 0.26  | 2020 - 2021           |
| 13. | Tatiana Bermeo     | 4     | 16       | 0.25  | 2022 - Presente       |
| 14. | Mónica Klinger     | 4     | 18       | 0.22  | 2020 - 2021           |
| 15. | Luisa Espinoza     | 4     | 32       | 0.13  | 2021 - Presente       |

### Jugadoras extranjeras
- En la historia del Barcelona Sporting Club Femenino han militado hasta (2021) un total de 8 futbolistas extranjeros.
- Nota: En negrita jugadores extranjeros actualmente bajo disciplina del club.

| Nacionalidad | N.º     | Jugadores |
| América      | América | América |
| ------------ | ------- | --- |
| Colombia     | 4       | Daniela Ruiz (2019), Kendy Morales (2020), Xiomara Cortés (2022-2023), Loren Sánchez (2022).                  |
| Paraguay     | 1       | Erika Cartaman (2021)                                                                                         |
| Venezuela    | 4       | Alexyar Cañas (2019), Jhojandry Monsalve (Desde 2019), Maleike Pacheco (Desde 2019), Lilihoski García (2022). |
| Europa       |         | |
| España       | 1       | Elisa García (Desde 2021). Inferiores aún no debuta en Primera.                                               |
| Italia       | 1       | Giannina Lattanzio (2022). Nacida en Italia, pero nacionalizada ecuatoriana.                                  |

#### Goleadoras en la Súperliga Femenina de Ecuador
| N.º | Jugador       | Temporada | Goles |
| --- | ------------- | --------- | ----- |
| 1   | Madelen Riera | 2022      | 27    |
| 2   | Madelen Riera | 2023      | 27    |

### Copa América
- Jugadoras del Barcelona Sporting Club que participen la Copa América Femenina tanto por Ecuador como países extranjeros.

| Selección | Copa América  | # | Jugadoras                     |
| --------- | ------------- | - | ----------------------------- |
| Ecuador   | Colombia 2022 | 2 | Suany Fajardo, Stefany Cedeño |

### Juegos Nacionales Pre Juveniles
- Jugadoras del Barcelona Sporting Club que participen en los Juegos Nacionales Pre Juveniles.

| Selección | Edición         | Resultado | #  | Jugadoras                       |
| --------- | --------------- | --------- | -- | ------------------------------- |
| Guayas    | Manabí 2022     | Campeonas |    |                                 |
| Guayas    | Chimborazo 2023 |           |    |                                 |
| Guayas    | Los Ríos 2024   |           | 15 | Romina Macías, Blanca Valencia, |

### Juegos Nacionales de Menores
- Jugadoras del Barcelona Sporting Club que participen en los Juegos Nacionales Pre Juveniles.

| Selección | Edición     | # | Jugadoras |
| --------- | ----------- | - | --------- |
| Guayas    | Guayas 2023 |   |           |

## Entrenadores
Barcelona Sporting Club Femenino ha tenido 3 entrenadoras desde su creación todas ecuatorianas, la primera fue Joseline Montaño quien dirigió el equipo en la temporada 2019, luego vino Marlene Ayala quien fue la entrenadora en las temporadas 2020 y 2021, para el 2022 se contrató a la múltiple campeona Wendy Villón con el objetivo de darle al Barcelona su primer campeonato, a lo que se daría en 2023.

### Cronología de los entrenadores
| - Joseline Montaño (2019) - Marlene Ayala (2020-2021) - Wendy Villón (2022) |

### Estadísticas de los Entrenadores
El Barcelona Sporting Club y sus entrenadores incluyen partidos de primera división y torneos internacionales.
| N.º | Director técnico | Debut                    | Salida                   | PJ | PG | PE | PP | GF  | GC | PTS. | %.    | Títulos                            |
| --- | ---------------- | ------------------------ | ------------------------ | -- | -- | -- | -- | --- | -- | ---- | ----- | ---------------------------------- |
| 1   | Joselyn Montaño  | 26 de abril de 2019      | 12 de septiembre de 2019 | 24 | 15 | 7  | 2  | 61  | 19 | 52   | 72.2% |                                    |
| 2   | Marlene Ayala    | 13 de septiembre de 2020 | 14 de agosto de 2021     | 26 | 16 | 5  | 5  | 52  | 18 | 53   | 67.9% |                                    |
| 3   | Wendy Villón     | 26 de marzo de 2022      | Actualidad               | 41 | 30 | 6  | 5  | 135 | 39 | 96   | 84.2% | Súperliga Femenina de Ecuador 2023 |

## Palmarés

### Títulos nacionales
| Competiciones nacionales            | Títulos | Subcampeonatos |
| ----------------------------------- | ------- | -------------- |
| Súperliga Femenina de Ecuador (1/1) | 2023.   | 2024.          |

### Títulos amistosos
| Competiciones nacionales | Títulos | Subcampeonatos |
| ------------------------ | ------- | -------------- |
| Copa Chubb Seguros (1/1) | 2023.   | 2022           |

### Títulos juveniles
| Competiciones nacionales                  | Títulos              | Subcampeonatos   |
| ----------------------------------------- | -------------------- | ---------------- |
| Desarrollo de Ligas FIFA-FEF Sub-14 (1/0) | 2024                 |                  |
| Liga de Desarrollo Conmebol Sub-14 (2/1)  | 2021-2022,2022-2023. | 2023-2024.       |
| Liga de Desarrollo Conmebol Sub-16 (0/2)  |                      | 2019, 2023-2024. |
| Desarrollo de Ligas FIFA-FEF Sub-18 (-/-) |                      |                  |

## Temporadas del Barcelona Sporting Club Femenino
Anexo:Temporada 2019 del Barcelona Sporting Club (Femenino)
Anexo:Temporada 2020 del Barcelona Sporting Club (Femenino)
Anexo:Temporada 2021 del Barcelona Sporting Club (Femenino)
Anexo:Temporada 2022 del Barcelona Sporting Club (Femenino)
Anexo:Temporada 2023 del Barcelona Sporting Club (Femenino)
Anexo:Temporada 2024 del Barcelona Sporting Club (Femenino)